# Johann Kluska
Johann Kluska  (* 16. Mai 1904 in Berlin; † 11. April 1973 in Berlin) war ein deutscher Maler, Grafiker und Illustrator. Bekannt ist Kluska vor allem durch seine umfangreichen figürlichen Akt-Kompositionen – oft mythologisch-mystische Szenen in einem expressionistisch-realistischen Stil und durch Porträts in dem sehr realistischen Stil der Neuen Sachlichkeit.

## Leben
Johann Kluska, Sohn des Schneidermeisters Johann Kluska und seiner Frau Marie, besuchte in seiner Geburtsstadt Berlin zunächst die Volksschule. Mit zwölf Jahren malte er bereits so gelungene Aquarelle, dass noch im selben Lebensjahr damit begonnen wurde, sein Talent zu fördern. Er belegte von 1916 bis 1918 Nachmittags- und Abendkurse an der Königlichen Kunstschule in Berlin-Wilmersdorf beim Direktor Philipp Franck, erlernte Maltechniken beim Maler Hermann Friling zwischen 1918 und 1921. Gleichzeitig studierte er von 1918 bis 1920 an der Staatlichen Kunstgewerbe- und Handwerkerschule in Berlin-Charlottenburg unter anderem bei August Blunck. Er schloss seine Ausbildung 1920 an der Preußischen Akademie der Künste als letzter Meisterschüler von Max Friedrich Koch ab.

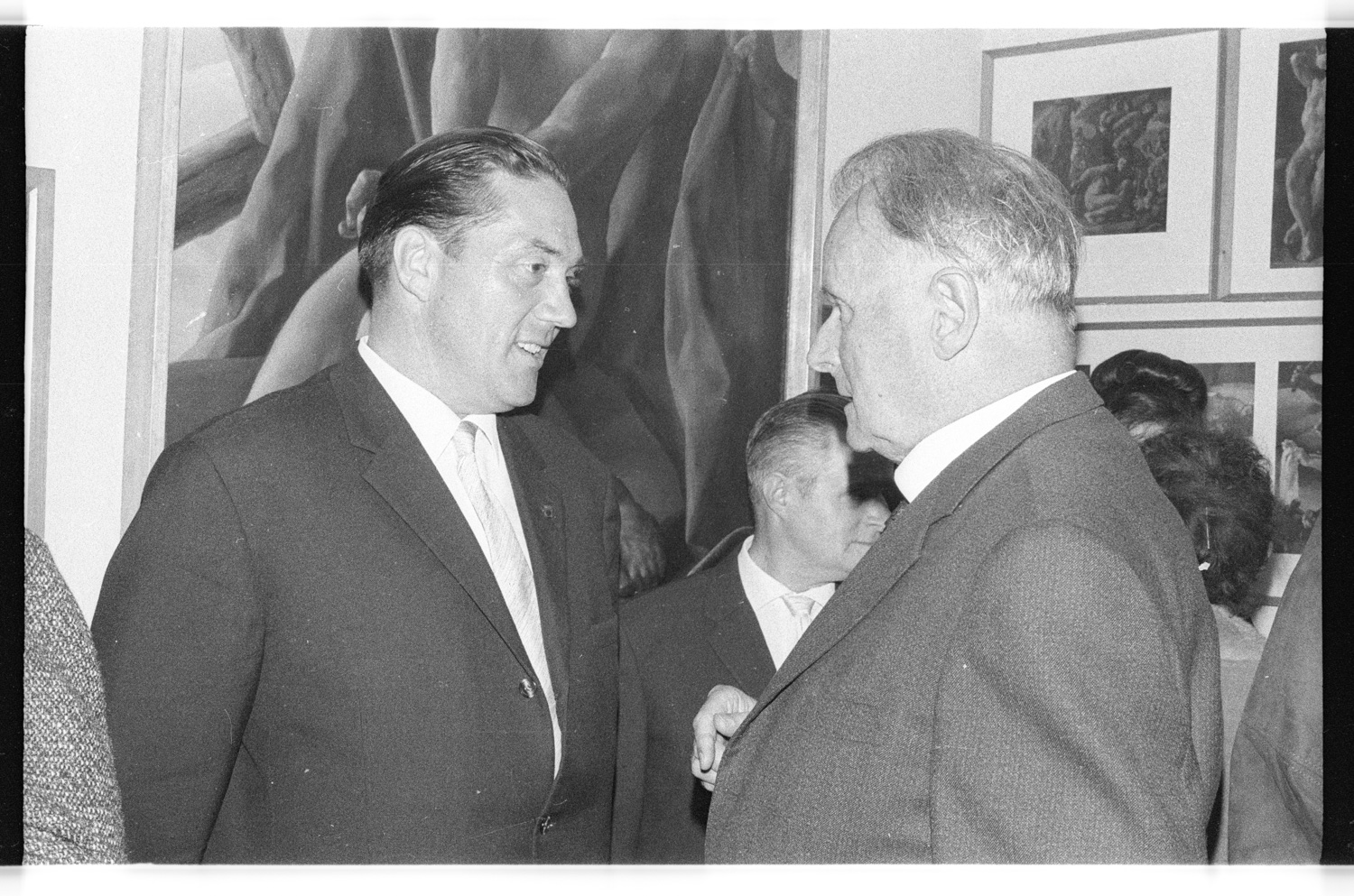
Johann Kluska (links) bei der Ausstellungseröffnung in der Galerie „Das Bild“, Berlin 1965

Danach war er viele Jahre für Berliner Zeitschriftenverlage als Grafiker tätig. Von 1942 bis zum Kriegsende diente er in der Sanitäts-Ersatz-Abteilung. Ab 1945 war er freischaffender Künstler. Neben seiner künstlerischen Arbeit unterrichtete Kluska an verschiedenen Volkshochschulen in Berlin. Von Oktober 1946 bis November 1951 gehörte er dem Verein Berliner Künstler an. Johann Kluska war mit verheiratet mit Grete Kluska (1907–1995). 1973 starb er in Berlin.

## Künstlerisches Werk
Johann Kluska ist ein Vertreter von Malern der zweiten expressionistisch-realistischen Generation, für die der Kunsthistoriker Rainer Zimmermann (1920–2009) den Begriff der „Verschollenen Generation“ geprägt hat. Die Definition von expressivem Realismus wurde von ihm bewusst weit gefasst. In seinem Buch Deutsche Malerei des expressiven Realismus von 1925–1975 charakterisierte er damit Künstler der Jahrgänge 1890 bis 1914, die schon in der Weimarer Zeit auf sich aufmerksam gemacht hatten oder ihre Ausbildung beendeten, die aber entweder durch Nationalsozialismus und/oder Krieg bisher nicht die ihnen eigentlich zukommende Bedeutung erlangen konnten.

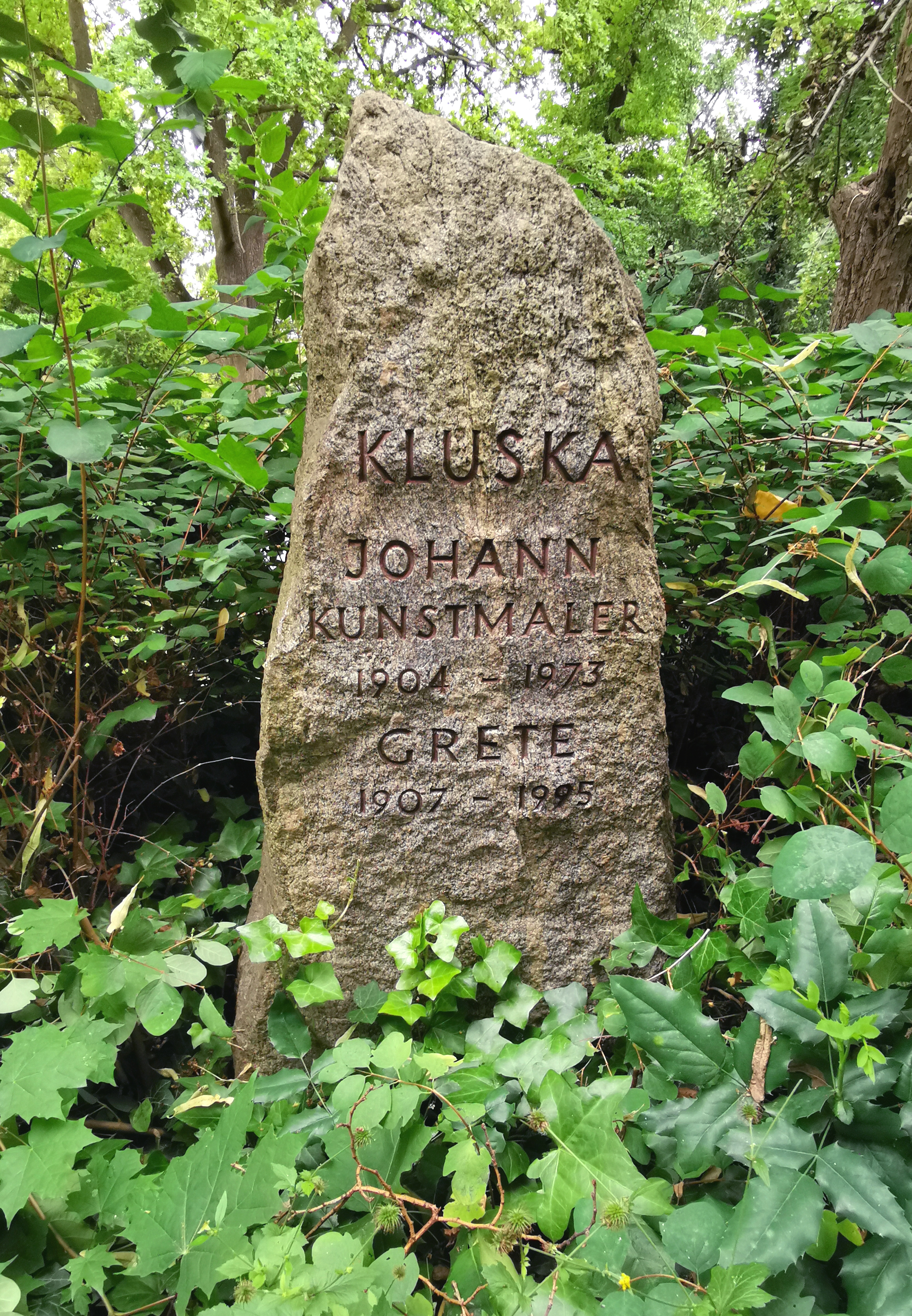
Grab auf dem Friedhof Steglitz, Feld 47

Bekannt ist Kluska vor allem durch seine umfangreichen figürlichen Akt-Kompositionen – oft mythologisch-mystische Szenen in einem expressionistisch-realistischen Stil oder durch Porträts in dem sehr realistischen Stil der neuen Sachlichkeit. Hervorzuheben sind vor allem die zahlenmäßig umfangreichen, oft großformatigen Bebilderungen zu Dantes Göttlicher Komödie. Außerdem schuf er viel weibliche und männliche Akte, Stillleben, aber auch viele religiöse Motive und Porträts. Gerade unter den großformatigen Frauenporträts befinden sich zahlreiche Auftragsarbeiten. Abstrakter Malerei („Nicht-Können“) und Pop Art („Mode“) stand er ablehnend gegenüber.
Er beteiligte sich an den „Großen Berliner Kunstausstellungen“ von 1925 bis 1941. Einzelausstellungen hatte er 1943 im Städtischen Museum Leipzig, 1948 im Kunstmagazin Berlin, Kleiststraße, und 1954 im Kunstkabinett, Berlin-Prenzlauer Berg und mehrfach zwischen 1965 und 1972 in der Galerie „Das Bild“ (Berlin). Neben seinen Wirkungszentren Berlin, München und Leipzig war er oft in Florenz. An einer regelmäßigen Teilnahme am „Concorso Internazionale di Pittura, Italia 2000“ in Neapel wurde er, nachdem er den ersten Preis knapp verpasst hatte und weiterhin teilnehmen wollte, durch Krankheit und Tod gehindert.
Mit dem Gemälde Venus von 1940, das vermutlich seine Frau darstellt, nahm er an der „Großen Deutschen Kunstausstellung“ 1941 in München teil. Peter Adam bezog sich in seinem Buch Art of the Third Reich (deutsche Ausgabe: Kunst im Dritten Reich) unter anderem auf dieses Bild von Kluska:
There were the sensual and lingering nudes of Karl Truppe, Gerhardinger, Graf, Ernst Liebermann, Johanna [sic!] Kluska, Schult, Richard Klein, and many others furnished the exhibition with ‚healthy Aryan flesh‘. („Es gab dort die sinnlichen aber traditionellen Akte von Karl Truppe, Constatin Gerhardinger, Gerhard Graf, Ernst Liebermann, Johann Kluska, Johann Schult, Richard Klein und vielen anderen, sie statteten die Ausstellung mit ‚gesunden arischen Körpern‘ aus“).
Nach dem Zweiten Weltkrieg schuf er für die neu eingerichtete Sammlung der Galerie der Bundespräsidenten im Rathaus Tiergarten die offiziellen Porträts der Bundespräsidenten Theodor Heuss (1954), Heinrich Lübke (1960) und Gustav Heinemann (1970).

## Ausstellungen
- 1925–1941: Große Berliner Kunstausstellungen, Ausstellungsbeteiligung, Berlin
- 1942: Große Kunstausstellung, Ausstellungsbeteiligung München
- 1943: Städtisches Museum Leipzig, Einzelausstellung, Leipzig
- 1948: Kunstmagazin Schöneberg, Kleiststraße, Berlin
- 1954: Kunstkabinett Prenzlauer Berg, Berlin
- 1968: (ca.) Concorso Internazionale di Pittura - Italia 2000, Neapel
- 1965–1970–1972: Galerie „Das Bild“, Berlin Vernissage 1965 Johann Kluska
- 2015: Galerie Barthelmess & Wischnewski Berlin, Berliner Impressionisten[6]